# Єласівське сільське поселення
Єла́сівське сільське поселення (рос. Еласовское сельское поселение) — муніципальне утворення у складі Гірськомарійського району Марій Ел, Росія. Адміністративний центр — село Єласи.

## Історія
Станом на 2002 рік існували Єласівська сільська рада (села Єласи, Ємелево, присілки Альохино, Аманури, Верашангер, Ізікіно, Камаканури, Лузино, Луначарка, Малі Єласи, Міняшкіно, Нова, Нові Тарашнури, Нуженали, Пертюково, Пісерали, Сануково, Старі Тарашнури, Чермишево Друге, Чермишево Перше, Юнго-Кушерга, Юнготи, Якнури) та Картуковська сільська рада (село Картуково, присілки Климкино, Кулікали Другі, Кулікали Перші, Кулікали Треті, Мурзанаєво, Мямікеєво, Пепкіно, Сідуково, Чаломкіно).

## Населення
Населення — 2840 осіб (2019, 3498 у 2010, 4004 у 2002).

## Склад
До складу поселення входять такі населені пункти:
| Населений пункт           | Населення, осіб (2002) | Населення, осіб (2010) |
| ------------------------- | ---------------------- | ---------------------- |
| Альохино, присілок        | 12                     | 12                     |
| Аманури, присілок         | 80                     | 55                     |
| Верашангер, присілок      | 155                    | 132                    |
| Єласи, село               | 568                    | 539                    |
| Ємелево, село             | 272                    | 242                    |
| Ізікіно, присілок         | 45                     | 37                     |
| Камаканури, присілок      | 27                     | 21                     |
| Картуково, село           | 115                    | 107                    |
| Климкино, присілок        | 80                     | 73                     |
| Кулікали Другі, присілок  | 49                     | 42                     |
| Кулікали Перші, присілок  | 125                    | 98                     |
| Кулікали Треті, присілок  | 66                     | 59                     |
| Лузино, присілок          | 12                     | 7                      |
| Луначарка, присілок       | 48                     | 17                     |
| Малі Єласи, присілок      | 366                    | 379                    |
| Міняшкіно, присілок       | 75                     | 66                     |
| Мурзанаєво, присілок      | 109                    | 103                    |
| Мямікеєво, присілок       | 50                     | 46                     |
| Нова, присілок            | 109                    | 83                     |
| Нові Тарашнури, присілок  | 83                     | 82                     |
| Нуженали, присілок        | 89                     | 58                     |
| Пепкіно, присілок         | 64                     | 57                     |
| Пертюково, присілок       | 189                    | 154                    |
| Пісерали, присілок        | 33                     | 23                     |
| Сануково, присілок        | 80                     | 64                     |
| Сідуково, присілок        | 64                     | 66                     |
| Старі Тарашнури, присілок | 113                    | 117                    |
| Чаломкіно, присілок       | 80                     | 74                     |
| Чермишево Друге, присілок | 73                     | 71                     |
| Чермишево Перше, присілок | 197                    | 141                    |
| Юнго-Кушерга, присілок    | 238                    | 212                    |
| Юнготи, присілок          | 132                    | 92                     |
| Якнури, присілок          | 209                    | 172                    |